# 过氧化双月桂酰
过氧化双月桂酰（缩写LPO）是一种有机化合物，化学式(C11H23CO2)2，常温常压下为无色固体，可由十二酰氯与过氧化氢在碱性条件下生成：
2 C11H23COCl  +  H2O2  +  2 NaOH  →  (C11H23CO2)2  +  2 HCl